# The Singles 86–98
Artikelns titel kan av tekniska skäl inte återges korrekt. Den korrekta titeln är The Singles 86>98.
The Singles 86>98 är av samlingsalbum av Depeche Mode, utgivet den 28 september 1998. Albumet innehåller en ny låt, "Only When I Lose Myself", som utgavs som singel den 7 september 1998.

## Låtförteckning

### CD 1
1. "Stripped" (7" Version) – 3:51
2. "A Question of Lust" – 4:30
3. "A Question of Time" (Remix) – 4:00
4. "Strangelove" – 3:47
5. "Never Let Me Down Again" – 4:22
6. "Behind the Wheel" (Remix) – 4:00
7. "Personal Jesus" – 3:46
8. "Enjoy the Silence" (7" Version) – 4:16
9. "Policy of Truth" – 5:14
10. "World in My Eyes" (7" Version) – 3:57

### CD 2
1. "I Feel You" – 4:35
2. "Walking in My Shoes" (Single version) – 5:02
3. "Condemnation" (Paris Mix) – 3:23
4. "In Your Room" (Zephyr Mix) – 4:50
5. "Barrel of a Gun" – 5:26
6. "It's No Good" – 5:59
7. "Home" – 5:46
8. "Useless" (Remix)  – 4:53
9. "Only When I Lose Myself" – 4:41
10. "Little 15" – 4:14
11. "Everything Counts" (Live) – 6:38